# Хосе Мария Лопес
Хосе Мария Лопес(роден на 26 април, 1983 в Рио Терсеро, Аржентина) е състезателен пилот. Състезава се в ГП2 Сериите за отбора Супер Нова и за предишния отбор на ДАМС и за CMS но във Формула 3000. Също така той е и тест-пилот на Рено Ф1. Пилот е и в някои аржентински серии за туристически автомобили от 2007 година и участва в Американските серии Льо Ман като кара Ферари F430 GT за Корса моторспорт.

## Пътят му към Формула 1
Още през 2006 Хосе Мария бе назначен като тест пилот на Рено Ф1 като направи общо 465 обиколки на трасето Рикардо Тормо във Валенсия. Преди да бъде тест-пилот той участваше в програмата на Рено от 2004 до 2006.
През ноември 2009 бе подвърдено че Хосе Мария Лопес ще запише своя дебют във Формула 1 като пилот на американския тим USF1, като заплатата му надхвърля около 8 милиона долара за спонсорите му подпомогнати за аржентинеца. Но истинското подвърждение бе на 25 януари 2010 когато официално бе представен като пилот на USF1 тийм. Подпомоган от бившия пилот от Формула 1 и политик Карлос Ройтеман и шефа на тима Питър Уиндзор както и някои политици от Аржентина Хосе Мария Лопес ще се състезава за първи път във Формула 1, като първото му участие ще бъде Голямата награда на Бахрейн.
Това е първия аржентинец след сънародника си Гастон Мазакан, който се състазава само 21 състезания като кара за Минарди и Прост Гран При през сезон 2000/01. Сега Лопес отново връща Аржентина по националност при пилотите.